# 西蒙娜·夸达雷拉
西蒙娜·夸达雷拉（義大利語：Simona Quadarella，1998年12月18日—），生于罗马，意大利女子游泳运动员，主攻中长距离自由泳。

## 生平
夸达雷拉从小对游泳感兴趣，她8岁时加入Delta Roma体育俱乐部，开始正式的游泳练习，四年后她加入Società Sportiva Circolo Canottieri Aniene。
她在2014年南京青奥获得个人首枚国际主要赛事金牌。2017年开始，她的成绩有所进步，她在该年获得世锦赛1500米自由泳铜牌，第二年的欧洲锦标赛，她成功包揽400米、800米和1500米自由泳三个项目的金牌。2018年年底，她获得米兰体育报颁发的年度最佳女运动员奖。